# Eleições legislativas portuguesas de 1991 no distrito de Faro
| Eleições legislativas portuguesas de 1991 Distritos: Aveiro \| Beja \| Braga \| Bragança \| Castelo Branco \| Coimbra \| Évora \| Faro \| Guarda \| Leiria \| Lisboa \| Portalegre \| Porto \| Santarém \| Setúbal \| Viana do Castelo \| Vila Real \| Viseu \| Açores \| Madeira \| Estrangeiro |

## Resultados por Concelho
Os resultados nos concelhos do Distrito de Faro foram os seguintes:

### Albufeira
| Partido                 | Partido                           | Votos  | %               | +/-  |
| ----------------------- | --------------------------------- | ------ | --------------- | ---- |
|                         | Partido Social Democrata          | 5 603  | 55,82 / 100,00  | 2,48 |
|                         | Partido Socialista                | 2 933  | 29,22 / 100,00  | 5,41 |
|                         | Coligação Democrática Unitária    | 496    | 4,94 / 100,00   | 1,67 |
|                         | Centro Democrático e Social       | 359    | 3,58 / 100,00   | 0,25 |
|                         | Partido da Solidariedade Nacional | 188    | 1,87 / 100,00   | Novo |
|                         | Outros                            | 267    | 2,67 / 100,00   |      |
| Votos Inválidos         | Votos Inválidos                   | 191    | 1,91 / 100,00   | 0,80 |
| Total                   | Total                             | 10 037 | 100,00 / 100,00 |      |
| Eleitorado/Participação | Eleitorado/Participação           | 16 570 | 60,57 / 100,00  | 5,77 |

### Alcoutim
| Partido                 | Partido                           | Votos | %               | +/-  |
| ----------------------- | --------------------------------- | ----- | --------------- | ---- |
|                         | Partido Social Democrata          | 1 267 | 44,85 / 100,00  | 8,24 |
|                         | Partido Socialista                | 1 042 | 36,88 / 100,00  | 1,55 |
|                         | Coligação Democrática Unitária    | 205   | 7,26 / 100,00   | 3,55 |
|                         | Partido da Solidariedade Nacional | 57    | 2,02 / 100,00   | Novo |
|                         | Centro Democrático e Social       | 49    | 1,73 / 100,00   | 0,07 |
|                         | Partido Socialista Revolucionário | 49    | 1,73 / 100,00   | 0,83 |
|                         | PCTP/MRPP                         | 35    | 1,24 / 100,00   | 0,41 |
|                         | Partido Popular Monárquico        | 33    | 1,17 / 100,00   | 0,48 |
|                         | Partido Renovador Democrático     | 29    | 1,03 / 100,00   | 1,50 |
| Votos Inválidos         | Votos Inválidos                   | 59    | 2,09 / 100,00   | 2,97 |
| Total                   | Total                             | 2 825 | 100,00 / 100,00 |      |
| Eleitorado/Participação | Eleitorado/Participação           | 4 376 | 64,56 / 100,00  | 0,68 |

### Aljezur
| Partido                 | Partido                           | Votos | %               | +/-   |
| ----------------------- | --------------------------------- | ----- | --------------- | ----- |
|                         | Partido Social Democrata          | 1 079 | 38,58 / 100,00  | 7,59  |
|                         | Partido Socialista                | 987   | 35,29 / 100,00  | 3,73  |
|                         | Coligação Democrática Unitária    | 302   | 10,80 / 100,00  | 6,34  |
|                         | Partido da Solidariedade Nacional | 81    | 2,90 / 100,00   | Novo  |
|                         | Partido Socialista Revolucionário | 76    | 2,72 / 100,00   | 1,16  |
|                         | Centro Democrático e Social       | 57    | 2,04 / 100,00   | 0,03  |
|                         | Partido Renovador Democrático     | 39    | 1,39 / 100,00   | 5,78  |
|                         | PCTP/MRPP                         | 39    | 1,39 / 100,00   | 0,51  |
|                         | Partido Popular Monárquico        | 33    | 1,18 / 100,00   | 0,30  |
| Votos Inválidos         | Votos Inválidos                   | 104   | 3,71 / 100,00   | 0,44  |
| Total                   | Total                             | 2 797 | 100,00 / 100,00 |       |
| Eleitorado/Participação | Eleitorado/Participação           | 4 937 | 56,65 / 100,00  | 12,11 |

### Castro Marim
| Partido                 | Partido                           | Votos | %               | +/-  |
| ----------------------- | --------------------------------- | ----- | --------------- | ---- |
|                         | Partido Social Democrata          | 1 783 | 47,31 / 100,00  | 6,19 |
|                         | Partido Socialista                | 1 431 | 37,97 / 100,00  | 3,14 |
|                         | Coligação Democrática Unitária    | 175   | 4,64 / 100,00   | 2,53 |
|                         | Partido da Solidariedade Nacional | 89    | 2,36 / 100,00   | Novo |
|                         | Centro Democrático e Social       | 71    | 1,88 / 100,00   | 0,12 |
|                         | Partido Socialista Revolucionário | 51    | 1,35 / 100,00   | 0,47 |
|                         | Outros                            | 91    | 2,42 / 100,00   |      |
| Votos Inválidos         | Votos Inválidos                   | 78    | 2,07 / 100,00   | 1,48 |
| Total                   | Total                             | 3 769 | 100,00 / 100,00 |      |
| Eleitorado/Participação | Eleitorado/Participação           | 5 732 | 65,75 / 100,00  | 0,90 |

### Faro
| Partido                 | Partido                           | Votos  | %               | +/-  |
| ----------------------- | --------------------------------- | ------ | --------------- | ---- |
|                         | Partido Social Democrata          | 13 956 | 48,58 / 100,00  | 0,61 |
|                         | Partido Socialista                | 9 327  | 32,47 / 100,00  | 9,84 |
|                         | Coligação Democrática Unitária    | 2 309  | 8,04 / 100,00   | 4,43 |
|                         | Centro Democrático e Social       | 916    | 3,19 / 100,00   | 0,06 |
|                         | Partido da Solidariedade Nacional | 705    | 2,45 / 100,00   | Novo |
|                         | Outros                            | 850    | 2,97 / 100,00   |      |
| Votos Inválidos         | Votos Inválidos                   | 663    | 2,31 / 100,00   | 0,02 |
| Total                   | Total                             | 28 726 | 100,00 / 100,00 |      |
| Eleitorado/Participação | Eleitorado/Participação           | 42 611 | 67,41 / 100,00  | 3,05 |

### Lagoa
| Partido                 | Partido                           | Votos  | %               | +/-  |
| ----------------------- | --------------------------------- | ------ | --------------- | ---- |
|                         | Partido Social Democrata          | 5 073  | 52,93 / 100,00  | 4,99 |
|                         | Partido Socialista                | 2 866  | 29,90 / 100,00  | 8,60 |
|                         | Coligação Democrática Unitária    | 641    | 6,69 / 100,00   | 3,73 |
|                         | Centro Democrático e Social       | 231    | 2,41 / 100,00   | 0,99 |
|                         | Partido da Solidariedade Nacional | 230    | 2,40 / 100,00   | Novo |
|                         | Partido Renovador Democrático     | 119    | 1,24 / 100,00   | 7,24 |
|                         | Outros                            | 232    | 2,42 / 100,00   |      |
| Votos Inválidos         | Votos Inválidos                   | 193    | 2,01 / 100,00   | 0,93 |
| Total                   | Total                             | 9 585  | 100,00 / 100,00 |      |
| Eleitorado/Participação | Eleitorado/Participação           | 13 611 | 70,42 / 100,00  | 3,50 |

### Lagos
| Partido                 | Partido                           | Votos  | %               | +/-  |
| ----------------------- | --------------------------------- | ------ | --------------- | ---- |
|                         | Partido Social Democrata          | 6 128  | 47,36 / 100,00  | 7,44 |
|                         | Partido Socialista                | 4 093  | 31,63 / 100,00  | 6,27 |
|                         | Coligação Democrática Unitária    | 1 142  | 8,83 / 100,00   | 3,96 |
|                         | Centro Democrático e Social       | 334    | 2,58 / 100,00   | 0,74 |
|                         | Partido da Solidariedade Nacional | 332    | 2,57 / 100,00   | Novo |
|                         | Partido Socialista Revolucionário | 209    | 1,62 / 100,00   | 0,79 |
|                         | Partido Renovador Democrático     | 183    | 1,41 / 100,00   | 8,65 |
|                         | PCTP/MRPP                         | 148    | 1,14 / 100,00   | 0,59 |
|                         | Outros                            | 67     | 0,52 / 100,00   |      |
| Votos Inválidos         | Votos Inválidos                   | 304    | 2,25 / 100,00   | 0,57 |
| Total                   | Total                             | 12 940 | 100,00 / 100,00 |      |
| Eleitorado/Participação | Eleitorado/Participação           | 18 413 | 70,28 / 100,00  | 0,58 |

### Loulé
| Partido                 | Partido                           | Votos  | %               | +/-  |
| ----------------------- | --------------------------------- | ------ | --------------- | ---- |
|                         | Partido Social Democrata          | 16 352 | 58,45 / 100,00  | 1,88 |
|                         | Partido Socialista                | 8 078  | 28,87 / 100,00  | 6,10 |
|                         | Coligação Democrática Unitária    | 904    | 3,23 / 100,00   | 2,61 |
|                         | Centro Democrático e Social       | 791    | 2,83 / 100,00   | 0,07 |
|                         | Partido da Solidariedade Nacional | 506    | 1,81 / 100,00   | Novo |
|                         | Outros                            | 756    | 2,70 / 100,00   |      |
| Votos Inválidos         | Votos Inválidos                   | 590    | 2,11 / 100,00   | 0,70 |
| Total                   | Total                             | 27 977 | 100,00 / 100,00 |      |
| Eleitorado/Participação | Eleitorado/Participação           | 41 630 | 67,20 / 100,00  | 3,93 |

### Monchique
| Partido                 | Partido                           | Votos | %               | +/-  |
| ----------------------- | --------------------------------- | ----- | --------------- | ---- |
|                         | Partido Social Democrata          | 2 921 | 53,42 / 100,00  | 4,11 |
|                         | Partido Socialista                | 1 804 | 32,99 / 100,00  | 5,13 |
|                         | Coligação Democrática Unitária    | 284   | 5,19 / 100,00   | 1,78 |
|                         | Centro Democrático e Social       | 87    | 1,59 / 100,00   | 0,41 |
|                         | Partido da Solidariedade Nacional | 85    | 1,55 / 100,00   | Novo |
|                         | Partido Socialista Revolucionário | 57    | 1,04 / 100,00   | 0,43 |
|                         | Outros                            | 92    | 1,68 / 100,00   |      |
| Votos Inválidos         | Votos Inválidos                   | 138   | 2,52 / 100,00   | 0,71 |
| Total                   | Total                             | 5 468 | 100,00 / 100,00 |      |
| Eleitorado/Participação | Eleitorado/Participação           | 7 638 | 71,59 / 100,00  | 2,14 |

### Olhão
| Partido                 | Partido                           | Votos  | %               | +/-  |
| ----------------------- | --------------------------------- | ------ | --------------- | ---- |
|                         | Partido Social Democrata          | 9 818  | 51,41 / 100,00  | 4,85 |
|                         | Partido Socialista                | 5 808  | 30,41 / 100,00  | 3,40 |
|                         | Coligação Democrática Unitária    | 1 305  | 6,83 / 100,00   | 4,01 |
|                         | Centro Democrático e Social       | 629    | 3,29 / 100,00   | 0,61 |
|                         | Partido da Solidariedade Nacional | 492    | 2,58 / 100,00   | Novo |
|                         | PCTP/MRPP                         | 204    | 1,07 / 100,00   | 0,51 |
|                         | Outros                            | 433    | 2,27 / 100,00   |      |
| Votos Inválidos         | Votos Inválidos                   | 410    | 2,14 / 100,00   | 0,61 |
| Total                   | Total                             | 19 099 | 100,00 / 100,00 |      |
| Eleitorado/Participação | Eleitorado/Participação           | 30 681 | 62,25 / 100,00  | 6,29 |

### Portimão
| Partido                 | Partido                           | Votos  | %               | +/-  |
| ----------------------- | --------------------------------- | ------ | --------------- | ---- |
|                         | Partido Social Democrata          | 11 633 | 50,69 / 100,00  | 4,50 |
|                         | Partido Socialista                | 7 037  | 30,66 / 100,00  | 6,44 |
|                         | Coligação Democrática Unitária    | 1 683  | 7,33 / 100,00   | 2,74 |
|                         | Centro Democrático e Social       | 693    | 3,02 / 100,00   | 0,27 |
|                         | Partido da Solidariedade Nacional | 573    | 2,50 / 100,00   | Novo |
|                         | Partido Socialista Revolucionário | 300    | 1,31 / 100,00   | 0,55 |
|                         | Partido Renovador Democrático     | 243    | 1,06 / 100,00   | 7,51 |
|                         | Outros                            | 293    | 1,27 / 100,00   |      |
| Votos Inválidos         | Votos Inválidos                   | 495    | 2,15 / 100,00   | 0,26 |
| Total                   | Total                             | 22 950 | 100,00 / 100,00 |      |
| Eleitorado/Participação | Eleitorado/Participação           | 33 885 | 67,73 / 100,00  | 5,62 |

### São Brás de Alportel
| Partido                 | Partido                           | Votos | %               | +/-  |
| ----------------------- | --------------------------------- | ----- | --------------- | ---- |
|                         | Partido Social Democrata          | 2 383 | 51,08 / 100,00  | 1,71 |
|                         | Partido Socialista                | 1 684 | 36,10 / 100,00  | 8,47 |
|                         | Coligação Democrática Unitária    | 194   | 4,16 / 100,00   | 4,62 |
|                         | Centro Democrático e Social       | 90    | 1,93 / 100,00   | 0,13 |
|                         | Partido da Solidariedade Nacional | 90    | 1,93 / 100,00   | Novo |
|                         | Outros                            | 138   | 2,95 / 100,00   |      |
| Votos Inválidos         | Votos Inválidos                   | 86    | 1,84 / 100,00   | 1,60 |
| Total                   | Total                             | 4 665 | 100,00 / 100,00 |      |
| Eleitorado/Participação | Eleitorado/Participação           | 6 831 | 68,29 / 100,00  | 2,12 |

### Silves
| Partido                 | Partido                           | Votos  | %               | +/-  |
| ----------------------- | --------------------------------- | ------ | --------------- | ---- |
|                         | Partido Social Democrata          | 8 644  | 47,85 / 100,00  | 5,92 |
|                         | Partido Socialista                | 5 341  | 29,57 / 100,00  | 6,32 |
|                         | Coligação Democrática Unitária    | 1 930  | 10,68 / 100,00  | 5,72 |
|                         | Centro Democrático e Social       | 512    | 2,83 / 100,00   | 0,14 |
|                         | Partido da Solidariedade Nacional | 332    | 1,84 / 100,00   | Novo |
|                         | Partido Socialista Revolucionário | 290    | 1,61 / 100,00   | 0,60 |
|                         | PCTP/MRPP                         | 240    | 1,33 / 100,00   | 0,80 |
|                         | Partido Renovador Democrático     | 218    | 1,21 / 100,00   | 4,97 |
|                         | Outros                            | 107    | 0,59 / 100,00   |      |
| Votos Inválidos         | Votos Inválidos                   | 449    | 2,49 / 100,00   | 0,85 |
| Total                   | Total                             | 18 063 | 100,00 / 100,00 |      |
| Eleitorado/Participação | Eleitorado/Participação           | 27 188 | 66,44 / 100,00  | 4,47 |

### Tavira
| Partido                 | Partido                           | Votos  | %               | +/-  |
| ----------------------- | --------------------------------- | ------ | --------------- | ---- |
|                         | Partido Social Democrata          | 7 026  | 52,49 / 100,00  | 5,02 |
|                         | Partido Socialista                | 4 302  | 32,14 / 100,00  | 3,17 |
|                         | Coligação Democrática Unitária    | 560    | 4,18 / 100,00   | 2,08 |
|                         | Centro Democrático e Social       | 413    | 3,09 / 100,00   | 0,86 |
|                         | Partido da Solidariedade Nacional | 275    | 2,05 / 100,00   | Novo |
|                         | Partido Socialista Revolucionário | 138    | 1,03 / 100,00   | 0,28 |
|                         | Partido Renovador Democrático     | 135    | 1,01 / 100,00   | 3,45 |
|                         | Outros                            | 194    | 1,45 / 100,00   |      |
| Votos Inválidos         | Votos Inválidos                   | 342    | 2,56 / 100,00   | 0,86 |
| Total                   | Total                             | 13 385 | 100,00 / 100,00 |      |
| Eleitorado/Participação | Eleitorado/Participação           | 20 747 | 64,52 / 100,00  | 1,92 |

### Vila do Bispo
| Partido                 | Partido                           | Votos | %               | +/-  |
| ----------------------- | --------------------------------- | ----- | --------------- | ---- |
|                         | Partido Social Democrata          | 1 284 | 43,07 / 100,00  | 6,87 |
|                         | Partido Socialista                | 941   | 31,57 / 100,00  | 4,32 |
|                         | Coligação Democrática Unitária    | 301   | 10,10 / 100,00  | 4,25 |
|                         | Partido da Solidariedade Nacional | 116   | 3,89 / 100,00   | Novo |
|                         | Partido Socialista Revolucionário | 72    | 2,42 / 100,00   | 1,10 |
|                         | Centro Democrático e Social       | 70    | 2,35 / 100,00   | 0,55 |
|                         | Partido Renovador Democrático     | 41    | 1,38 / 100,00   | 6,81 |
|                         | PCTP/MRPP                         | 37    | 1,24 / 100,00   | 0,19 |
|                         | Outros                            | 17    | 0,57 / 100,00   |      |
| Votos Inválidos         | Votos Inválidos                   | 102   | 3,42 / 100,00   | 0,10 |
| Total                   | Total                             | 2 981 | 100,00 / 100,00 |      |
| Eleitorado/Participação | Eleitorado/Participação           | 4 582 | 65,06 / 100,00  | 3,52 |

### Vila Real de Santo António
| Partido                 | Partido                           | Votos  | %               | +/-  |
| ----------------------- | --------------------------------- | ------ | --------------- | ---- |
|                         | Partido Social Democrata          | 3 866  | 41,29 / 100,00  | 3,48 |
|                         | Partido Socialista                | 3 097  | 33,08 / 100,00  | 8,70 |
|                         | Coligação Democrática Unitária    | 1 548  | 16,53 / 100,00  | 6,55 |
|                         | Centro Democrático e Social       | 196    | 2,09 / 100,00   | 0,31 |
|                         | Partido da Solidariedade Nacional | 139    | 1,48 / 100,00   | Novo |
|                         | Partido Socialista Revolucionário | 130    | 1,39 / 100,00   | 0,77 |
|                         | PCTP/MRPP                         | 106    | 1,13 / 100,00   | 0,64 |
|                         | Outros                            | 111    | 1,19 / 100,00   |      |
| Votos Inválidos         | Votos Inválidos                   | 170    | 1,81 / 100,00   | 0,51 |
| Total                   | Total                             | 9 363  | 100,00 / 100,00 |      |
| Eleitorado/Participação | Eleitorado/Participação           | 14 141 | 66,21 / 100,00  | 3,88 |